# Kirche Collm

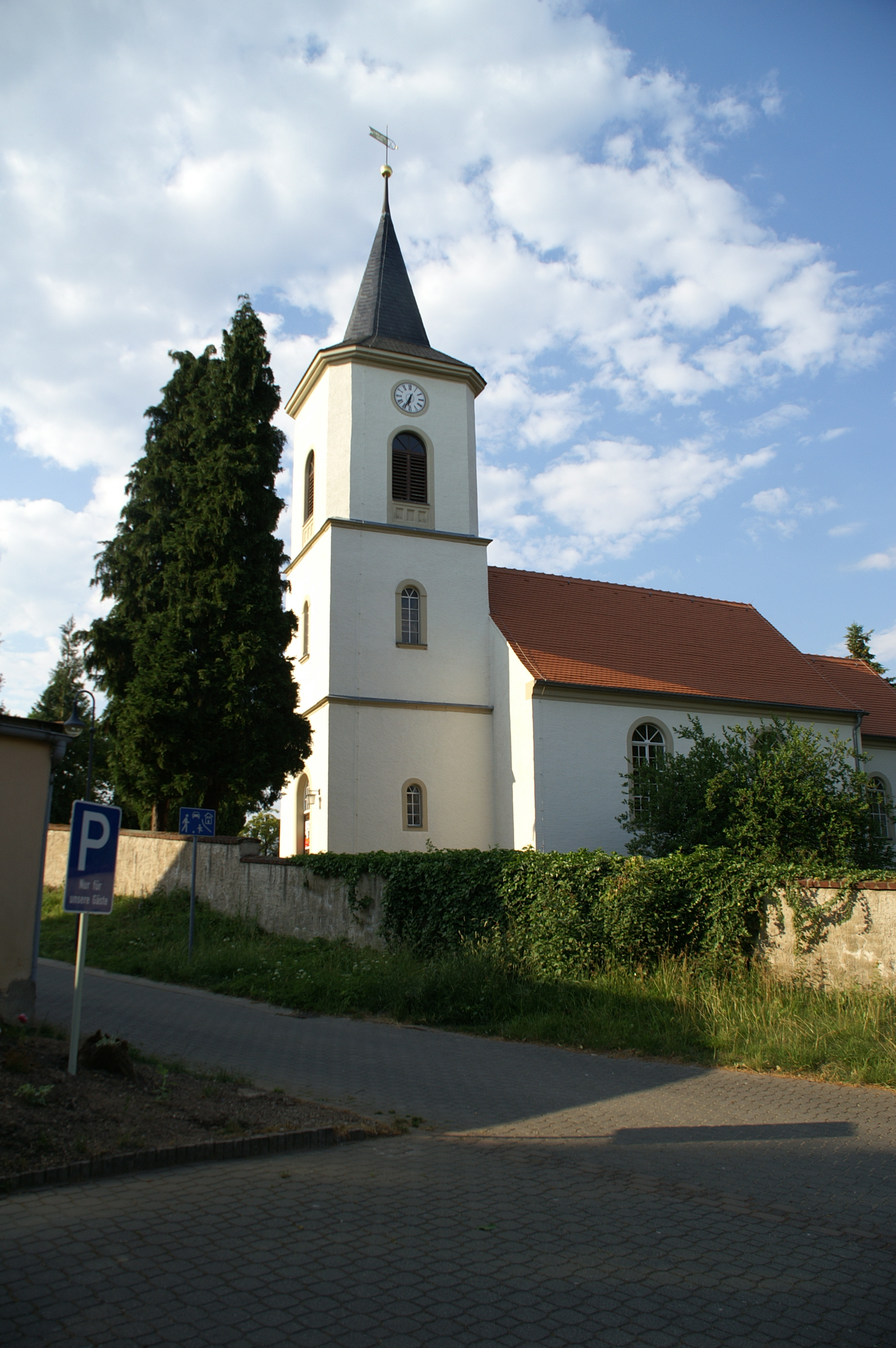
Kirche zu Collm

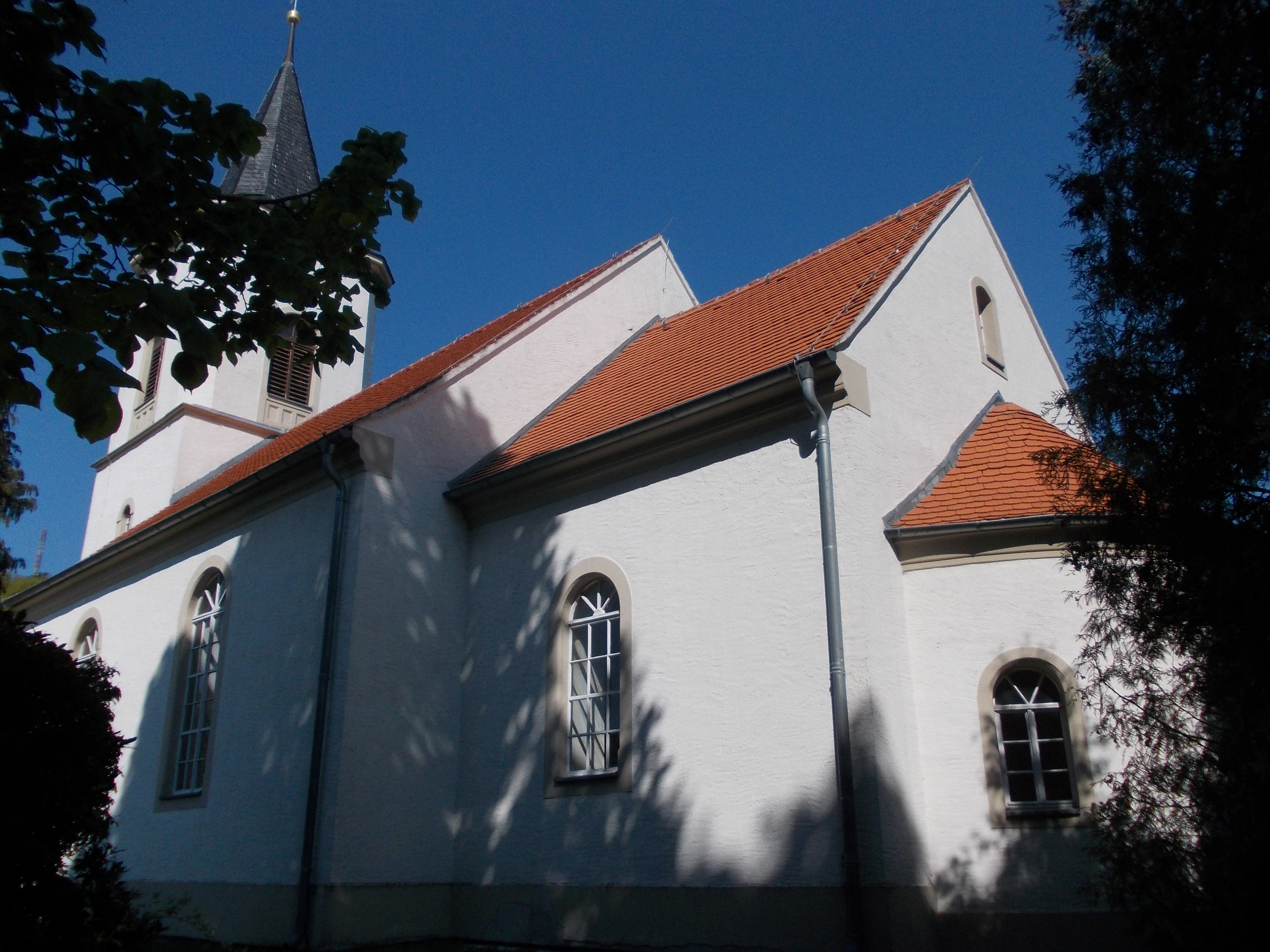
Gesamtansicht

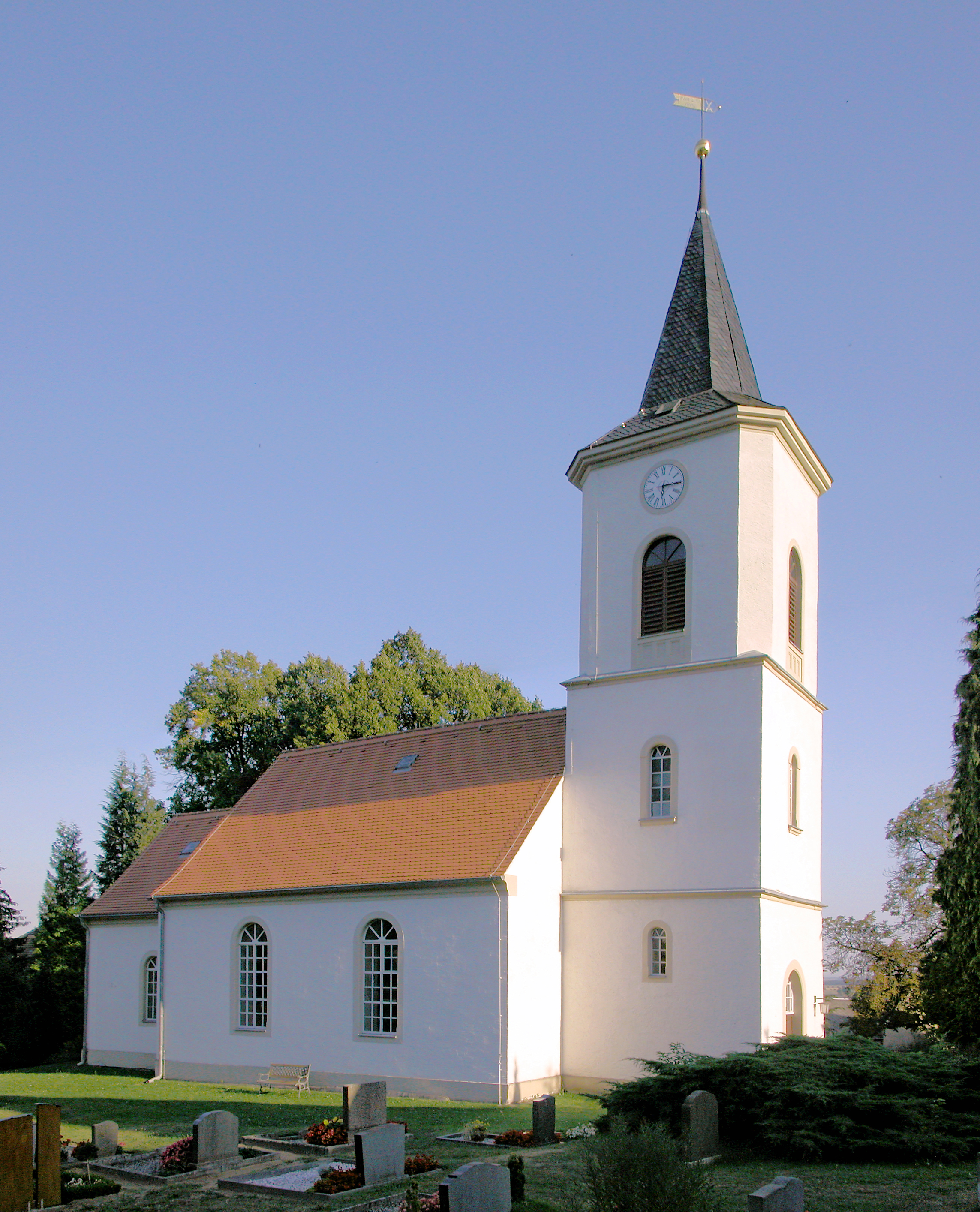
Seitenansicht

Die Kirche Collm ist eine romanische Saalkirche in Collm, einem Ortsteil der Gemeinde Wermsdorf im Landkreis Nordsachsen in Sachsen. Sie  gehört zur Kirchgemeinde Oschatzer Land im Kirchenbezirk Leisnig-Oschatz der Evangelisch-Lutherischen Landeskirche Sachsens.

## Geschichte
Erstmals urkundlich erähnt wurde die Dorfkirche 1350. Sie ist aber wohl mindestens hundert Jahre älter, denn an ihrem eingezogenen flachgedeckten Rechteckchor schließt eine halbrunde romanische Apsis mit Halbkuppel an. Auch der Chorbogen zwischen Chor und Schiff ist rundbogig. 1864 erhielt die Kirche statt des bisherigen Dachreiters den heutigen Westturm, und das Kirchenschiff wurde stark verändert. heute ist es eine Emporenhalle mit eingeschossiger dreiseitiger Empore und ein Grenzfall zus Pseudobasilika, denn das gedrückte Tonnengewölbe des Mittelschiffs ragt deutlich höher als die Flachdecken der Seitenschiffe.
Im Jahr 2000 wurde die Collmer Kirche restauriert. Neben Innenausmalung sowie Ausbesserungen des Schieferdaches und der Fassade wurde eine neue Turmuhr installiert und die Turmspitze mit einer größeren Turmkugel und der Wetterfahne neu gestaltet. Die über 400 Jahre alte Turmkugel und das Turmkreuz werden im Kirchenraum aufbewahrt. Der Glockenstuhl wurde 2002 erneuert. An der Kirche liegt der örtliche Friedhof mit der Collmer Linde.

## Innenausstattung

### Taufstein
Der Taufstein besteht aus Sandstein und ist 104 cm hoch und 56 cm im Durchmesser. Er steht auf einer quadratischen Platte, besitzt Urnenform und stammt aus dem Ende des 18. Jahrhunderts.

### Gemälde
Durch Lucas Cranach den Älteren wurde hier die Kreuzigung dargestellt. Zu Füßen des vor einem rot flammenden Himmel gestellten Mittelkreuzes ist Maria Magdalena niedergesunken. Daneben ist Maria in schwarzem Gewand und weißem Kopftuch bzw. Johannes in weißem Gewand.
Auf dem Sockel steht: Morte mihi vitam mortva vita dedit. (Sein Tod gab uns das ewige Leben) Anlässlich der 2. Sächsischen Landesausstellung 2004 auf Schloss Hartenfels in Torgau wurde das 30 × 40 cm große Werk restauriert.

### Orgel
Die Orgel wurde 1890 von der Orgelbaufirma Keller aus Ostrau erbaut, hat ein Manual und Pedal, 5 Register (4-1) und wird bis heute in der original erhaltenen mechanischen Bauart gespielt.
Die Orgel (Spieltraktur: mechanisch, Art der Windladen: Schleiflade, Registertraktur: mechanisch, Stimmtonhöhe: 440 Hz) hat laut der Orgeldatenbank ORKASA folgende Disposition:
| Manual |           |    |
|        | Prinzipal | 8′ |
|        | Gedackt   | 8′ |
|        | Rohrflöte | 4′ |
|        | Oktave    | 2′ |

| Pedal |        |     |
|       | Subbaß | 16′ |

- Koppeln: Pedalkoppel

### Geläut
Das Geläut der Kirche zu Collm gehört zu den wenigen ältesten erhalten gebliebenen und in Sachsen gegossenen Bronze-Kirchenglocken-Ensembles aus der Zeit um 1200. Es ist klingendes Zeugnis der mehr als 700 Jahre währenden Tradition des Glockengießens in Sachsen. Geläute mit drei Glocken waren in sächsischen Dorfkirchen verbreitet. So bestand die Möglichkeit, das Motiv Te Deum bzw. Gloria zu läuten. Während des Dreißigjährigen Krieges versteckte man die Glocken in der sogenannten Trift westlich des Collms im Wald. Aufgrund ihres Alters und ihres damit verbundenen historischen Wertes entgingen die Glocken den staatlich angeordneten „Metallspende“-Aktionen während des Ersten Weltkriegs und Zweiten Weltkriegs.
Das Geläut besteht aus folgenden drei Glocken: Die große Glocke (Grundton gis' +/-0) ist 91,5 cm weit und 82 cm hoch, wiegt 476 Kilogramm und ist von schlanker Rippe, ohne Verzierung und Inschrift. Die mittlere Glocke (Grundton ais' +2) ist 72 cm weit und 70 cm hoch, wiegt 222 Kilogramm, ist von schlanker Rippe und trägt die Inschrift: O. rex . glorie. vem(!) i.evn (!) pace.an (!) en. Soll heißen: O rex gloriae veni cum pace übersetzt: (Oh König der Ehren, komme mit Frieden!). Die kleine Glocke (Grundton fis" +1) ist 50 cm weit, 36 cm hoch und wiegt 85 Kilogramm. Die Schriftform der Majuskeln ergeben keine Worte. Es wird vermutet, dass es sich bei diesen um Anfangsbuchstaben eines oder mehrerer Sprüche handelt.